# Lecce
Lecce es una ciudad situada en la región de Apulia, Italia. Tiene una población estimada, a fines de noviembre de 2022, de 94 569 habitantes.
Es la capital de la provincia del mismo nombre.
La ciudad es conocida como La Firenze del Sud («la Florencia del sur») por su riqueza de sus monumentos barrocos.

## Toponimia
El topónimo en italiano de la ciudad es Lecce (IPA: /ˈlettʃe/). En salentino es Lècce; en mesápico, Sybar; en griko, Luppìu, y en latín, Lupiae.

## Clima
| Parámetros climáticos promedio de Lecce         | Parámetros climáticos promedio de Lecce | Parámetros climáticos promedio de Lecce | Parámetros climáticos promedio de Lecce | Parámetros climáticos promedio de Lecce | Parámetros climáticos promedio de Lecce | Parámetros climáticos promedio de Lecce | Parámetros climáticos promedio de Lecce | Parámetros climáticos promedio de Lecce | Parámetros climáticos promedio de Lecce | Parámetros climáticos promedio de Lecce | Parámetros climáticos promedio de Lecce | Parámetros climáticos promedio de Lecce | Parámetros climáticos promedio de Lecce |
| Mes                                             | Ene.                                    | Feb.                                    | Mar.                                    | Abr.                                    | May.                                    | Jun.                                    | Jul.                                    | Ago.                                    | Sep.                                    | Oct.                                    | Nov.                                    | Dic.                                    | Anual                                   |
| ----------------------------------------------- | --------------------------------------- | --------------------------------------- | --------------------------------------- | --------------------------------------- | --------------------------------------- | --------------------------------------- | --------------------------------------- | --------------------------------------- | --------------------------------------- | --------------------------------------- | --------------------------------------- | --------------------------------------- | --------------------------------------- |
| Temp. máx. abs. (°C)                            | 21.2                                    | 22.4                                    | 28.6                                    | 30.4                                    | 35.6                                    | 44.0                                    | 44.4                                    | 42.6                                    | 40.6                                    | 34.2                                    | 26.8                                    | 21.4                                    | 44.4                                    |
| Temp. máx. media (°C)                           | 13.0                                    | 13.5                                    | 15.7                                    | 18.9                                    | 24.4                                    | 29.0                                    | 31.7                                    | 31.5                                    | 27.5                                    | 22.3                                    | 17.3                                    | 14.0                                    | 21.6                                    |
| Temp. media (°C)                                | 8.6                                     | 8.9                                     | 10.6                                    | 13.5                                    | 18.2                                    | 22.5                                    | 25.0                                    | 25.2                                    | 21.8                                    | 17.5                                    | 12.8                                    | 9.6                                     | 16.2                                    |
| Temp. mín. media (°C)                           | 4.2                                     | 4.2                                     | 5.6                                     | 8.0                                     | 12.1                                    | 15.9                                    | 18.4                                    | 18.9                                    | 16.0                                    | 12.7                                    | 8.3                                     | 5.3                                     | 10.8                                    |
| Temp. mín. abs. (°C)                            | -12.0                                   | -5.6                                    | -4.6                                    | -1.8                                    | 3.2                                     | 7.4                                     | 10.4                                    | 10.8                                    | 6.8                                     | 1.1                                     | -2.8                                    | -5.4                                    | -12                                     |
| Precipitación total (mm)                        | 60.3                                    | 61.3                                    | 62.4                                    | 45.5                                    | 27.6                                    | 20.4                                    | 16.2                                    | 36.0                                    | 54.3                                    | 91.0                                    | 95.1                                    | 68.9                                    | 639                                     |
| Fuente n.º 1: World Meteorological Organization |                                         |                                         |                                         |                                         |                                         |                                         |                                         |                                         |                                         |                                         |                                         |                                         |                                         |
| Fuente n.º 2: altervista (extremas)             |                                         |                                         |                                         |                                         |                                         |                                         |                                         |                                         |                                         |                                         |                                         |                                         |                                         |

## Historia

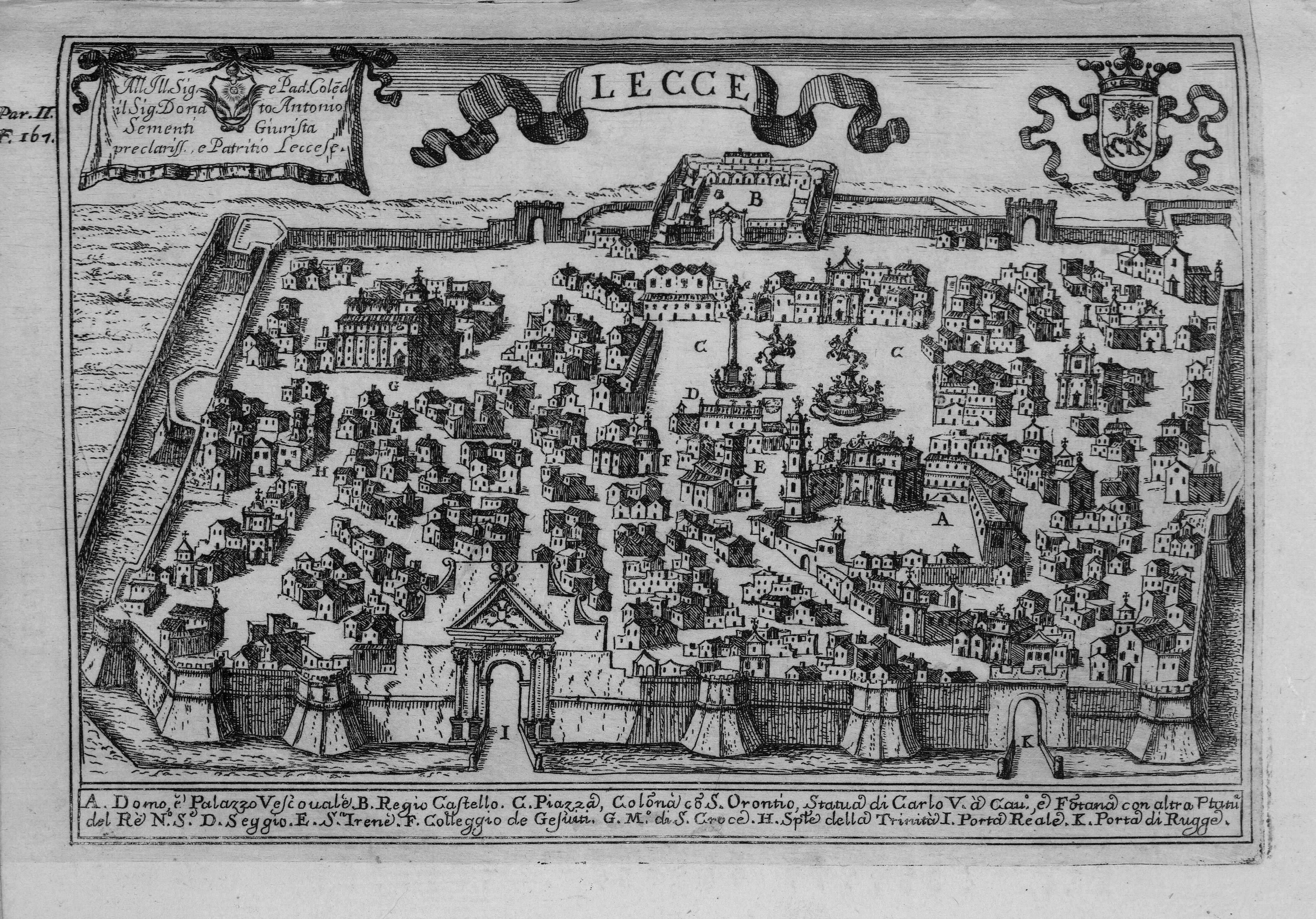
Lecce en la Edad Moderna

Según la leyenda, una ciudad llamada Sybar existía en tiempos de la Guerra de Troya, fundada por la tribu de los mesapios. Fue conquistada por los romanos en el tercer siglo antes de Cristo, quienes la renombraron como Lupiae.
Durante el mandato del emperador Adriano, la ciudad fue trasladada hacia el noreste, pasándose a llamar Litium. Después de la caída del Imperio Romano de Occidente, la ciudad se vio invadida por ostrogodos, pero luego pasó a ser controlada por el Imperio bizantino durante cinco siglos, aunque tuvo Gobiernos momentáneos de sarracenos y lombardos.
En el siglo XI d. C. los normandos tomaron el poder del Reino de Sicilia, al que Lecce se adhirió. En ese momento ganó un gran poder comercial. Bajo dominio español en el siglo XVI la ciudad ya era una de las potencias del sur italiano.
En 1656 la ciudad se vio afectada por una plaga que mató a miles de personas.
Durante la Segunda Guerra Mundial, fuerzas de aviación militar localizadas en Lecce fueron enviadas para apoyar a las guarniciones alemanas que luchaban en el mar Egeo. Sin embargo, como fueron demoradas por los aliados, no pudieron evitar la derrota.

## Principales monumentos

### Iglesias y edificios religiosos

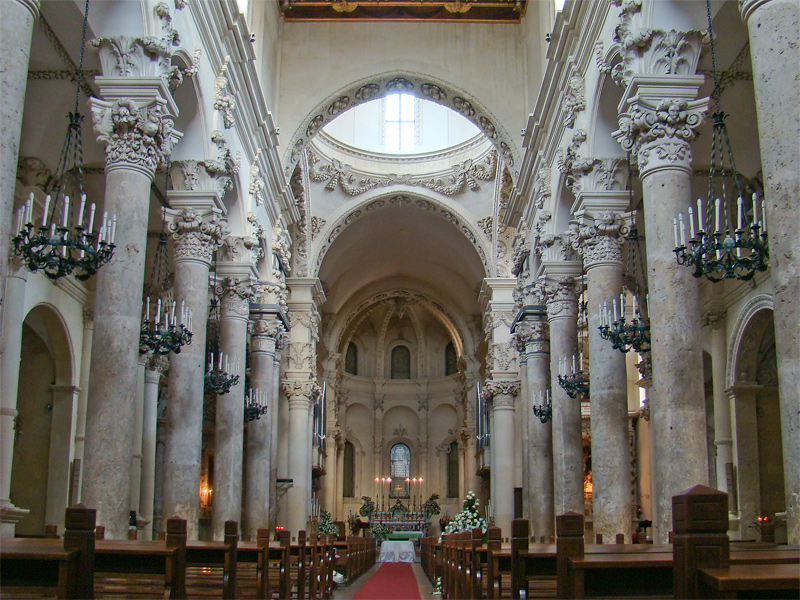
Interior de la Basílica de la Santa Cruz

- Basílica de la Santa Cruz (Basilica di Santa Croce). Su construcción empezó en 1353, pero los trabajos duraron hasta 1549 y fue completada en 1695. La fachada está ricamente decorada con animales, figuras grotescas y vegetales, y un gran rosetón. Cerca de la iglesia está el palacio del Gobernador, antiguamente un convento.
- Catedral de la Asunción de Santa María. La iglesia fue construida originalmente en 1144, reconstruida en 1230 y totalmente restaurada entre 1659 y 1670 por Giuseppe Zimbalo, que también construyó los cinco pisos del campanario de 70 m, con una logia octogonal.
- Iglesia de los Santos Nicolás y Cataldo (Chiesa dei Santi Niccolò e Cataldo). Es un ejemplo de arquitectura ítalo-normanda. Fue construida por Tancredo de Sicilia en 1180. En 1716, la fachada fue reconstruida con la adición de numerosas estatuas, pero manteniendo el portal románico original. Los frescos de las paredes fueron pintados entre los siglos XV y XVII.
- Convento de los Celestinos. Es un palacio construido entre 1549 y 1695 en estilo barroco por Giuseppe Zimbalo. El claustro fue diseñado por Gabriele Riccardi.
- Iglesia de Santa Irene. Fue encargada en 1591 por los teatinos y dedicada a Santa Irene. El arquitecto fue Francesco Grimaldi. Sobre el portal hay una estatua de la santa de 1717, de Mauro Manieri.
- San Matteo. Esta iglesia construida en 1667 con estilo barroco. Tiene dos columnas a la entrada y solo una está parcialmente decorada. Según la leyenda, el diablo, celoso, asesinó al escultor antes de que terminara su obra.
- Santa María de los Ángeles
- Santa Clara. Fue construida entre 1429 y 1438 y reconstruida en 1687.
- San Francisco de la Scarpa. Es conocida como la iglesia sin fachada, ya que esta fue demolida durante las restauraciones del siglo XIX.Catedral de la Asunción de Santa María

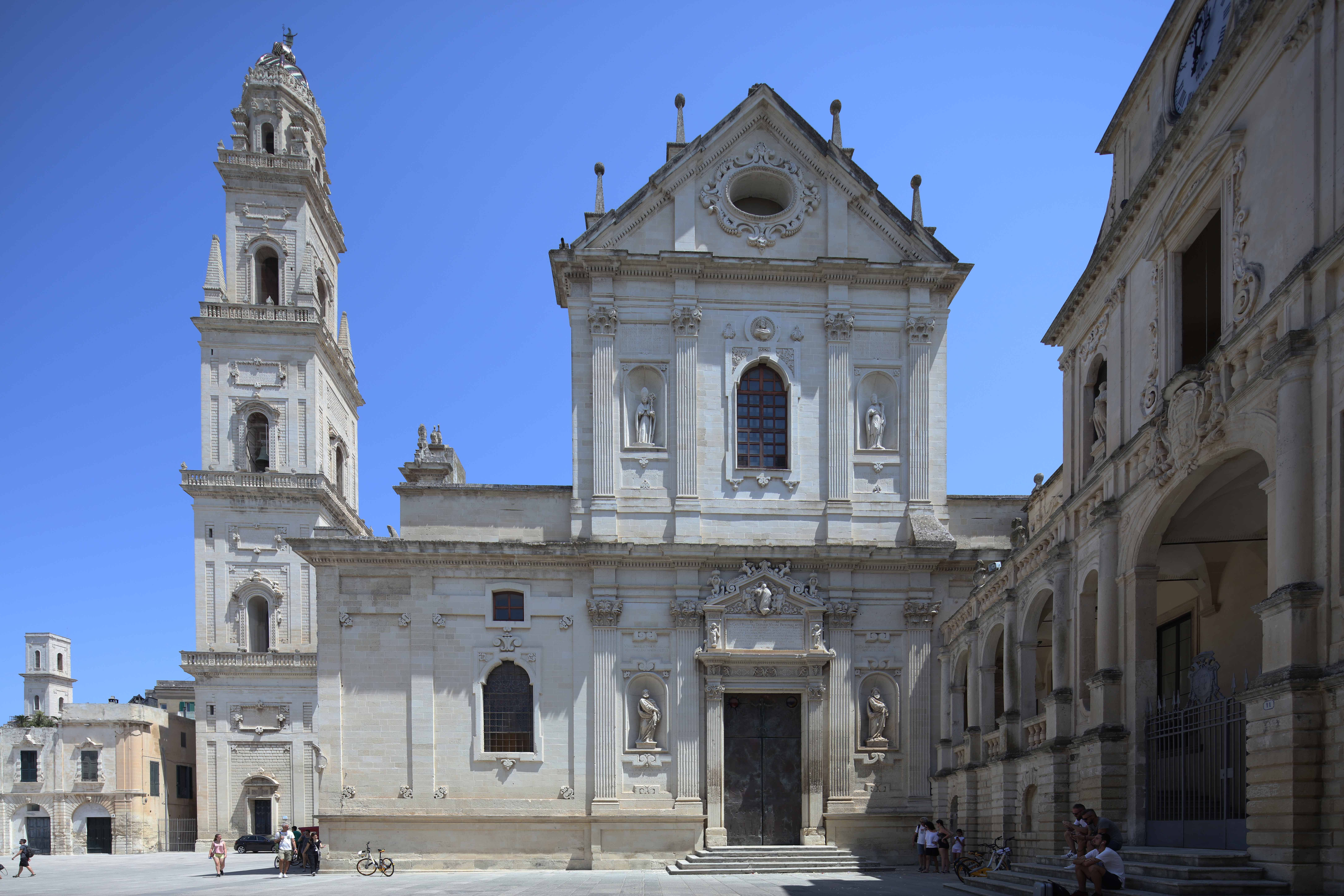
Catedral de la Asunción de Santa María

- Basílica de San Juan Bautista. En 1948, Pio XII la elevó a la categoría de basílica menor.

### Otros edificios

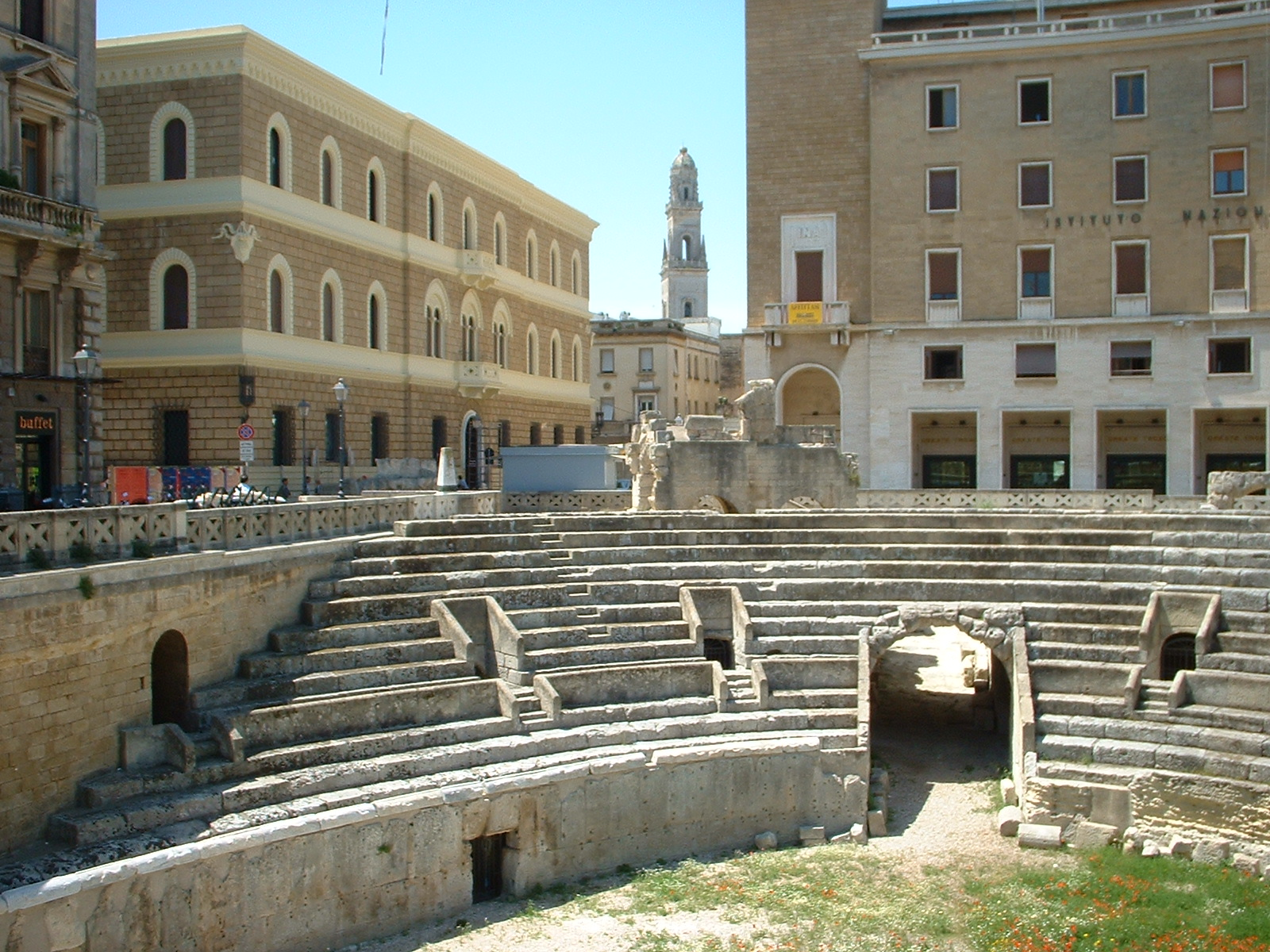
Anfiteatro Romano

- Anfiteatro Romano. Fue construido en el siglo II cerca de la plaza de San Oronzo. Tenía capacidad para 25 000 personas. Está medio sepultado porque otros monumentos fueron construidos encima a lo largo de los siglos.
- Columna de la estatua de San Oronzo, patrón de Lecce. Fue regalada por la ciudad de Brindisi, porque el santo tenía fama de haber curado una plaga en aquella ciudad. Forma parte de un par de columnas que marcaban el final de la Vía Apia, la carretera principal entre Roma y el sur de Italia.
- Torre del Parco. Fue levantada en 1419 por Giovanni Antonio Del Balzo Orsini, príncipe de Lecce, que tenía entonces 18 años. La torre, de 23 m de altura, estaba rodeada por un foso en el que había osos, el símbolo heráldico de los Orsini del Balzo. El complejo fue sede del tribunal de los Orsini y tras la muerte de Giovanni Antonio se convirtió en casa del virrey español.
- Palacio Sedile. Fue construido en 1592 y fue usado por el concejo local hasta 1852.
- Castillo de Carlos V. Fue construido entre 1539 y 1549 por Gian Giacomo dell'Acaja. Tiene un plano trapezoidal con bastiones angulares. Está junto al teatro Politeama Greco, la ópera, inaugurado el 15 de noviembre de 1884.
- Arco del Triunfo. Es una de las tres puertas para entrar al centro histórico de Lecce. Fue construido en 1548 en honor de Carlos V. Sustituyó una puerta más vieja, la ‘'Puerta de San Justo", que, de acuerdo a la tradición, estaba sobre la tumba del santo. También construidas sobre puertas medievales preexistentes están la Porta San Biagioy laPorta Rudiae, ambas de estilo barroco, esta última con la estatua de San Oronzo en lo alto y figuras mitológicas a los lados.
- El obelisco de la ciudad. Fue erigido en 1822 en honor de Fernando I de las Dos Sicilias.
- El museo arqueológico Sigismondo Castromediano.
- El museo arqueológico Faggiano.

## Demografía

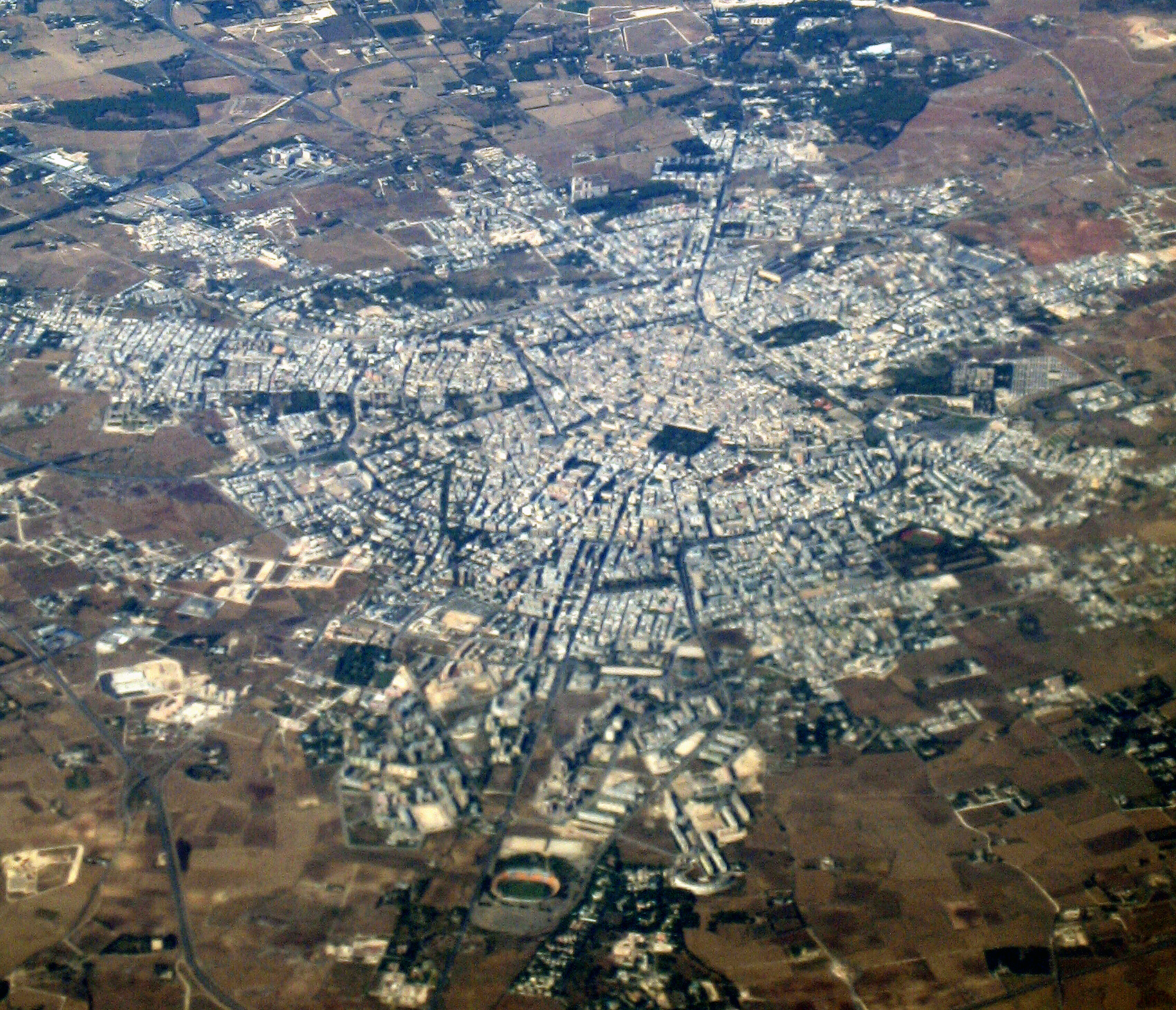
Vista aérea de Lecce en 2005

| Gráfica de evolución demográfica de Lecce entre 1861 y 2022 |
|                                                             |
| Fuente: ISTAT - Elaboración gráfica de Wikipedia            |

## Deportes
El club de fútbol local, US Lecce, juega en la primera categoría del fútbol nacional, la Serie A. Juega sus encuentros de local en el Estadio Via del Mare, cuyo aforo supera los 33 000 espectadores.

## Ciudades hermanadas
- Murcia (España)
- Ostrów Wielkopolski (Polonia)
- Skopie (Macedonia del Norte)
- Valladolid (España)